# Домініканський монастир (Володимир)
50°50′44″ пн. ш. 24°18′57″ сх. д. / 50.845438326131° пн. ш. 24.315926418549° сх. д.

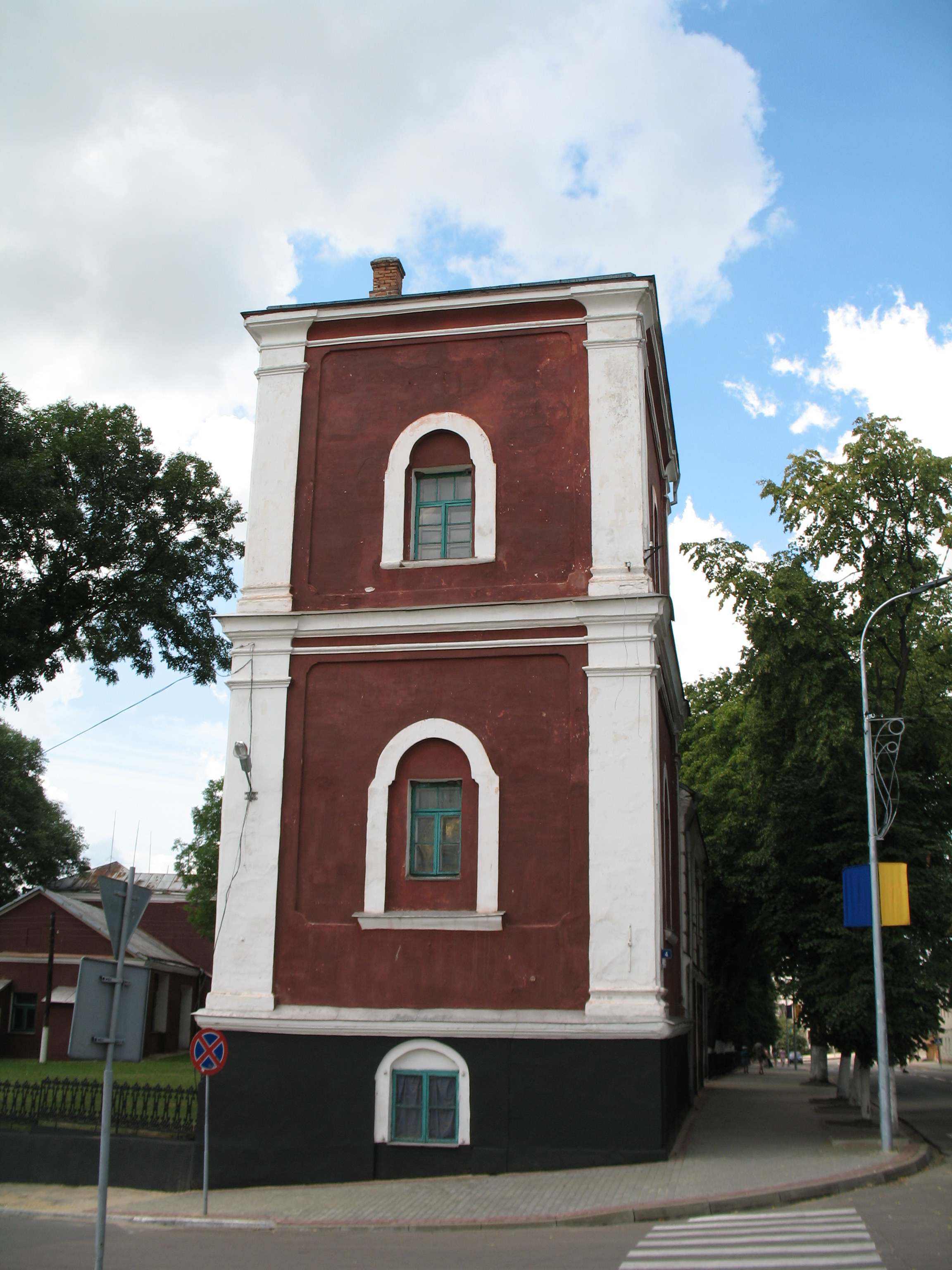
Вежа монастиря домініканців. Липень 2016

Домініканський монастир — пам'ятка місцевого значення у Володимирі. Статус визначений рішенням виконкому Волинської обласної ради № 228 від 22.07.85.

## Історія

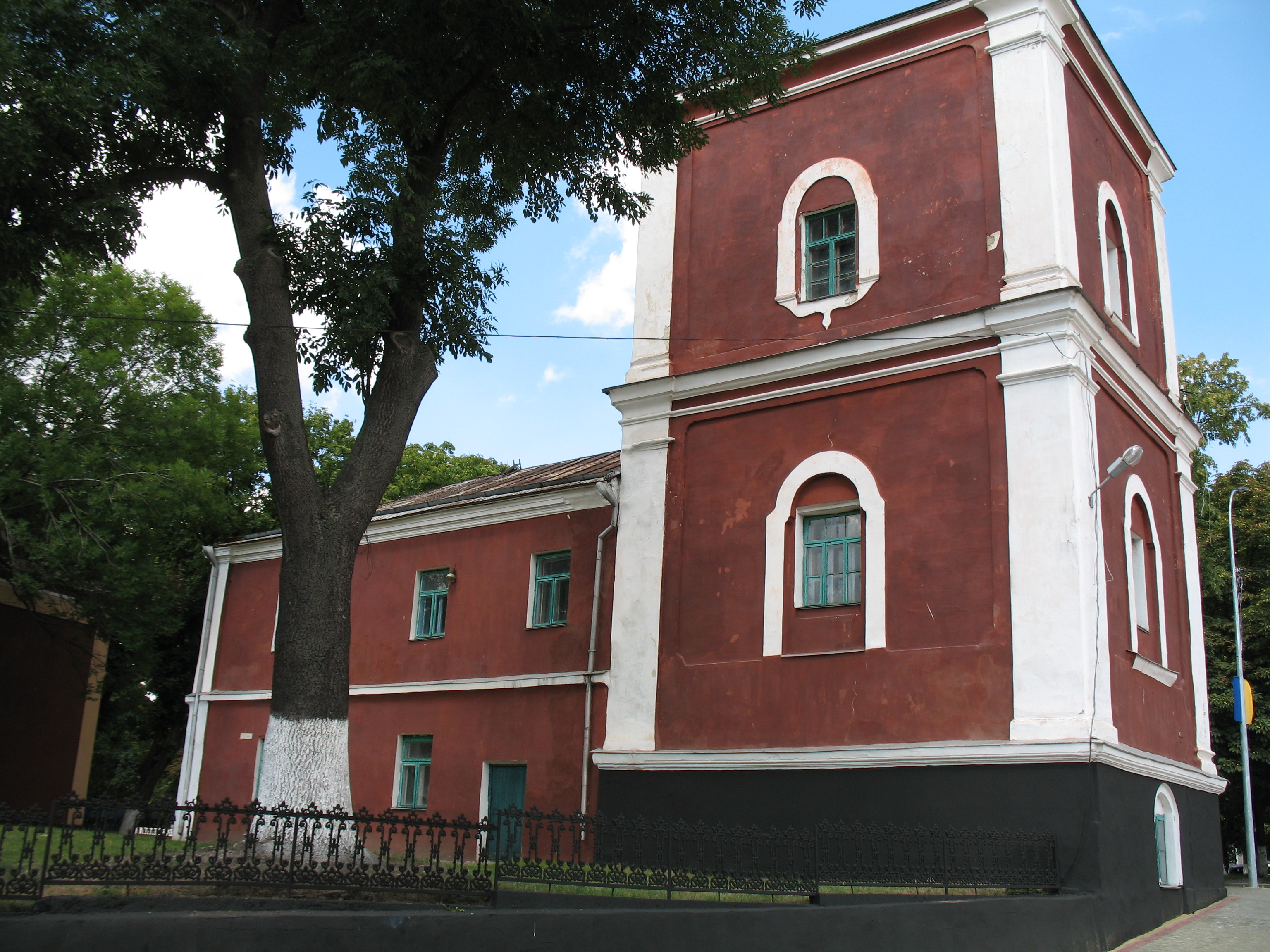
Вежа монастиря домініканців. Вигляд з вулиці Соборної. Липень 2016

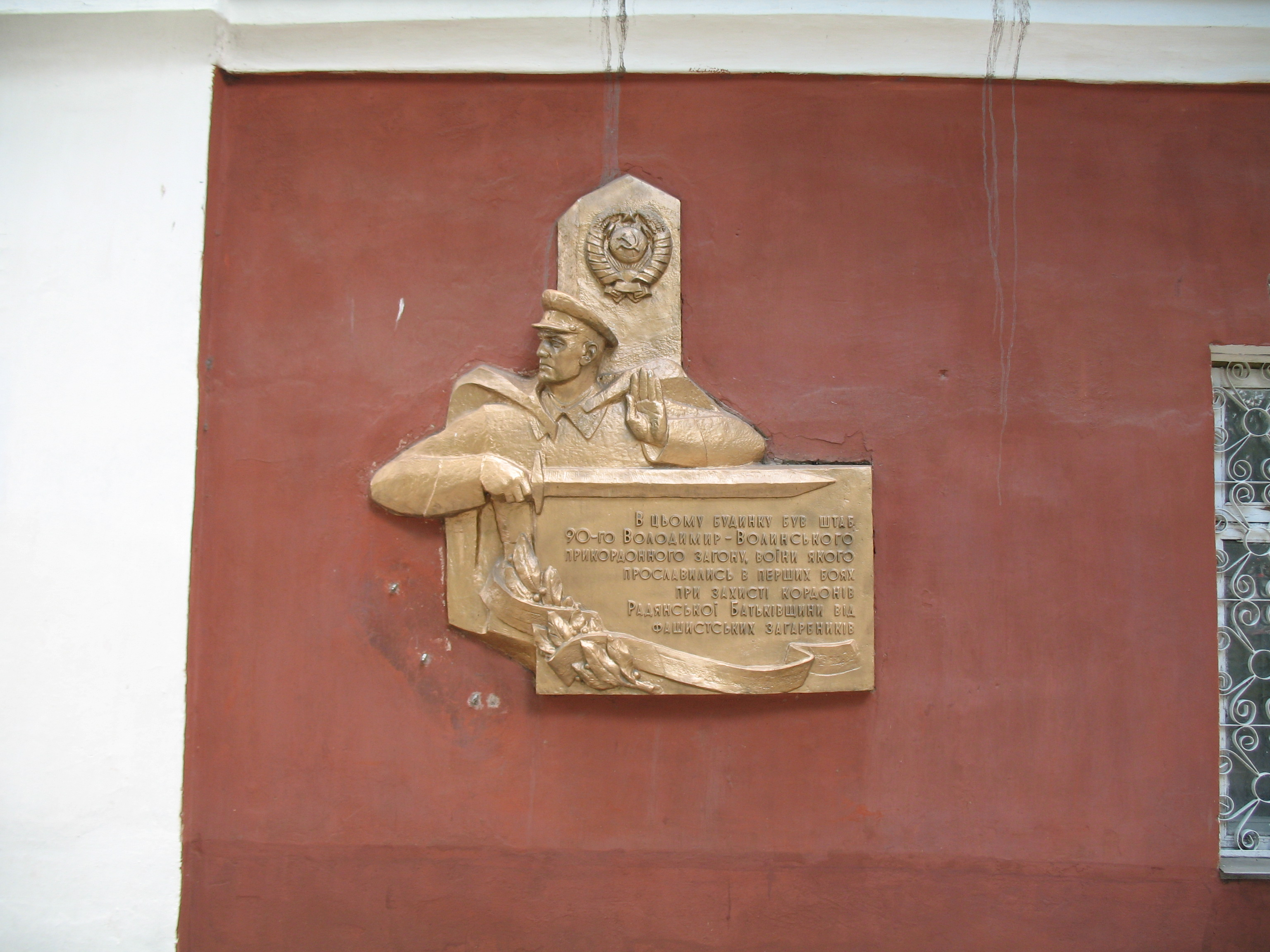
Меморіальна дошка на честь радянських прикордонників на будівлі Домініканського монастиря. Липень 2016

Фундатором монастиря був великий князь Литовський Олександр Ягеллончик, який в 1497 році надав кошти для будівництва монастиря та костелу Святої Трійці. У монастирі оселилися ченці-домініканці.
При монастирі діяв шпиталь (від першої половини XVII ст.) та парафіяльна школа. Будівля монастиря ставала місцем проведення сеймиків.
Як свідчать люстрації 1765 і 1789 рр., монастирські будівлі використовувались не лише за прямим призначенням, а й для громадських цілей. На нижньому поверсі в XIX ст. були розміщені зал і канцелярія повітового суду та монастирська трапезна, а на другому — келії.
В 1799 р. костел дуже постраждав від пожежі, причому вогнем були пошкоджені як зовнішні частини, так і дерев'яне обладнання інтер'єру. У 1806 р. пошкодження були усунуті, і заново відремонтований костел діяв до 1833 р., коли від нової пожежі, що знищила понад 400 будівель у місті, він так був пошкоджений, що в 1845 р. його закрили, а в 1850 р. — цілком розібрали.
У 1850 р. згідно з указом Миколи І домініканський монастир закрито .
Після ремонту корпусів у 1897 р. розмістилося казначейство. У 1920-1930-х рр. у келіях монастиря розміщувалось повітове староство, архів та музей. З 1941 р. у келіях знаходилася комендатура 90-го прикордонного загону. Нині приміщення використовується навчальним закладом — СПТУ.

## Маєтності та утримання
Монастирю належала велика земельна ділянка зі ставком і садом, водяний млин і кілька дворів. Монастир мав право утримувати корчму, варити та продавати пиво, мед, вино.
У 1599 р. монастир придбав земельну ділянку з цегельнею над рікою поблизу с. Федорівки.
Конвент монастиря мав 4 кріпаків на Заваллі, які сплачували 25 грошей щорічного чиншу та відпрацьовували по 12 днів у час жнив. Також кріпаки проживали на Плебанії та Кропивщизні.
Від 1613 р. монастир отримав у спадщину села Гнойне та Могильне.
Володимир-Волинський домініканський монастир до 24 червня 1841 р. на своє утримання щорічно одержував 3 % (58 крб. 62 коп.) від вартості конфіскованих маєтків від жителів с. Іваничі Володимир-Волинського повіту Указом волинського губернського правління від 28 березня 1842 р. Ковельське єврейське товариство перераховувало щорічно на користь Володимир-Волинського домініканського монастиря 3 % (16 крб. 80 коп.) від конфіскованого державою монастирського маєтку.

## Опис
Судити про вигляд храму дозволяє візитаційний опис костелів і монастирів Волинської губернії за 1802—1804 рр. Форма його була видовжена, з бічними каплицями, а фасад звернений у бік міста. Костел був з'єднаний з східним корпусом домініканського монастиря і в ньому було 22 вікна, а дах накритий ґонтом.
Біля східної стіни костелу стояла мурована дзвіниця, яка на плані кінця XVIII ст. позначена як окрема будівля. Нині зберігаються два нижні її яруси. Це велика, прямокутна у плані будівля на високому цоколі. Зі східної сторони влаштоване арочне підвальне вікно. На першому і другому поверхах дзвіниці з кожного боку є по одному вікну з прямокутним прорізом і арочними нішами. Поверхи відділені карнизами і декоровані по гранях плоскими пілястрами та лінійними тягами по горизонталях і вертикалях.
Внаслідок переробок у XIX ст. внесені зміни в конструкцію споруди. Центральна частина існуючої пам'ятки виразно асиметрична відносно поздовжньої і поперечної осей. До квадратного двору веде брама з арочним завершенням. Така форма північного фасаду виникла безперечно внаслідок переробок будівлі у XVIII—XIX ст. Фасад декорований тягами, що створюють окремі поля на поверхах . У 1897 р. відбулась ще одна перебудова, під час якої дзвіниця втратила свій декор.

## Пріори
- о. Габріель
- о. Ян Ковнацький
- о. Людвік Коздрош
- о. Томаш Мождзяновський
- о. Ян Вонсовський
- о. Рох Островський, професор
- о. Аполінарій Санковський
- о. Гондислав Останкович
- о. Гансвед Гаєвський
- о. Кипріан Стефановський — автор двох друкованих праць «Zgromadzonych wod pochwała, We Trzech Rzekach Darv Bozego…» та «Novvs Salomon»[1]